# 대륙켈트어군
대륙켈트어군은 켈트어파의 언어 중에서 브리튼 제도가 아닌 유럽 대륙에서 사용됐던 언어들을 말한다. 브리튼 제도에서 사용된 도서켈트어군과 구분된다. 여기에 속한 언어들은 오늘날에는 모두 사멸하였으며 프랑스어와 에스파냐어 같은 언어들의 몇몇 어휘에만 그 흔적이 남아 있다. 계통보다는 지리적 구분에 따른 묶음이지만, 브르타뉴어는 유럽 대륙에서 사용되고 있음에도 브리튼어에서 유래하여 서기 6세기경에야 도래한 것이기 때문에 대륙 켈트어군으로 간주되지 않는다.

## 분류
로마 이전 시대에 유럽에 널리 퍼져 있던 켈트계 민족들은 많은 수의 다양한 언어나 방언을 사용했을 것으로 추정되나 문증(文證)된 언어는 다음의 소수에 불과하다.
- 레폰티어 †사어
- 갈리아어 (골어) †사어
- 갈라티아어 †사어
- 노리키어 †사어
- 켈트이베리아어 †사어
- 갈레키어 †사어